# 石碏

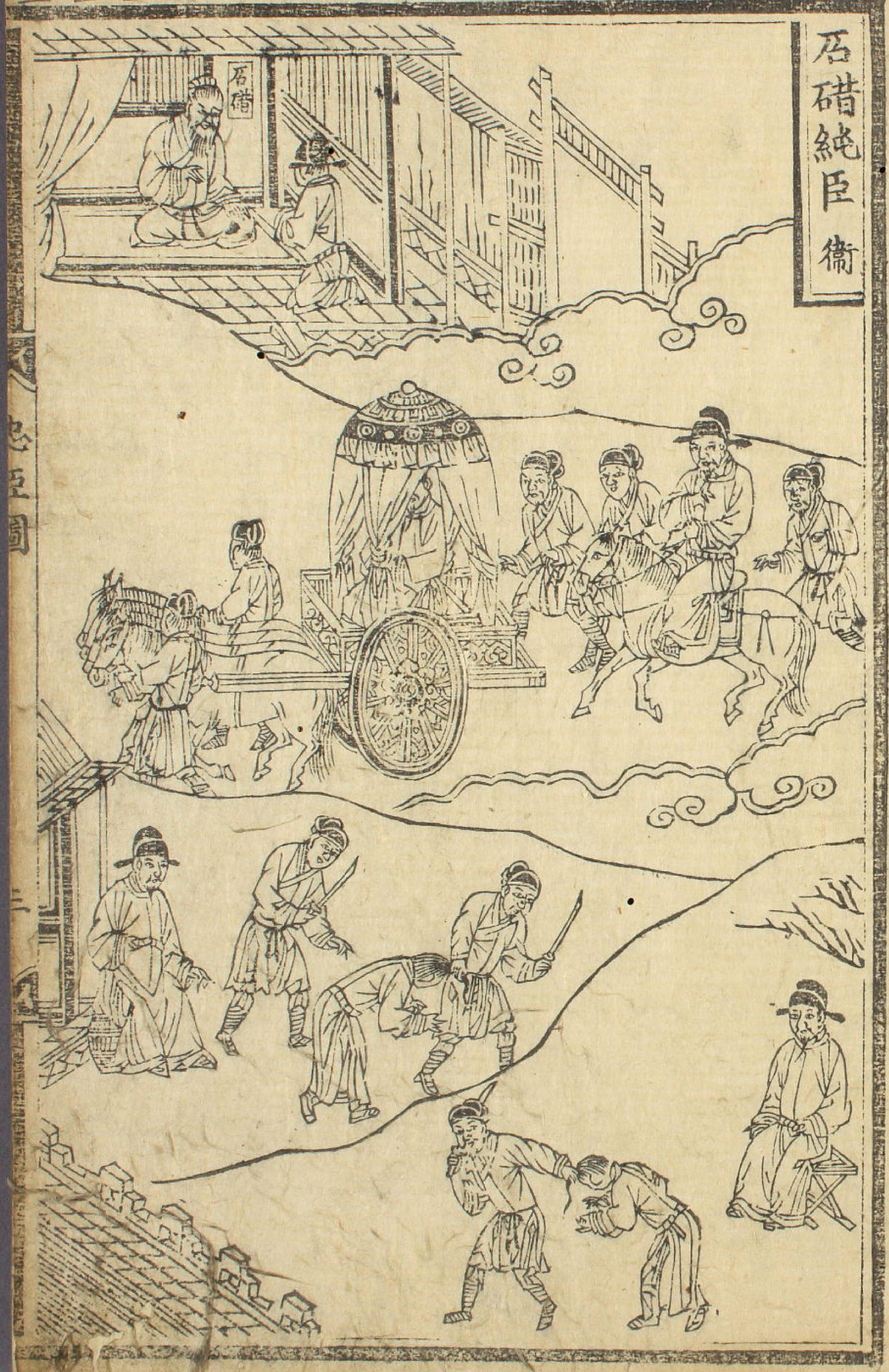
石碏純臣

石碏（？—？），中国春秋时期卫国贤臣，卫靖伯之孙，石姓始祖。卫庄公有宠妾所生子州吁，得宠而且好斗，庄公没有制止他。石碏进谏，庄公不听。石碏之子石厚常和州吁一起游玩，石碏劝诫他也不听。卫桓公十六年（前719年），州吁杀桓公而自立为君，民众多有不服。石厚向石碏请教巩固君位的方法，石碏假意建议石厚跟随州吁到陈国，借助陈桓公的关系得到朝觐周天子的机会。不久，石碏请求陈国拘捕两人，由卫国使者右宰丑杀州吁于濮（今安徽亳州市东南），又使其家宰獳羊肩杀石厚于陈国。时人称赞石碏能“大义灭亲”。

## 后代
子：石厚
孙：石骀仲
曾孙：石祁子